# Nadolnik (gromada)
Nadolnik – dawna gromada, czyli najmniejsza jednostka podziału terytorialnego Polskiej Rzeczypospolitej Ludowej w latach 1954–1972.
Gromady, z gromadzkimi radami narodowymi (GRN) jako organami władzy najniższego stopnia na wsi, funkcjonowały od reformy reorganizującej administrację wiejską przeprowadzonej jesienią 1954 do momentu ich zniesienia z dniem 1 stycznia 1973, tym samym wypierając organizację gminną w latach 1954–1972.
Gromadę Nadolnik z siedzibą GRN we Nadolniku utworzono – jako jedną z 8759 gromad na obszarze Polski – w powiecie szamotulskim w woj. poznańskim, na mocy uchwały nr 35/54 WRN w Poznaniu z dnia 5 października 1954. W skład jednostki weszły obszary dotychczasowych gromad Bielawy pod Wronkami, Jasionna, Mokrz, Obelżanki, Popowo i Rzecin oraz miejscowości Lutyniec, Nadolnik, Nowy Kraków, Smolnica i Zamość z dotychczasowej gromady Nadolnik – ze zniesionej gminy Wronki w tymże powiecie. Dla gromady ustalono 11 członków gromadzkiej rady narodowej.
Gromadę zniesiono 1 stycznia 1960, a jej obszar włączono do nowo utworzonej gromady Wronki w tymże powiecie.